# Adesmia schickendantzii
Adesmia schickendantzii là một loài thực vật có hoa trong họ Đậu. Loài này được Griseb. miêu tả khoa học đầu tiên năm 1879.